# Biosca
Biosca es un municipio en la provincia de Lérida, Cataluña, España, ubicado junto al río Llobregós, con una población de 182 habitantes en el 2022. Incluye desde mediados del siglo XIX el núcleo de Lloberola.
En 2010 el Ayuntamiento de Biosca inició los trámites para segregarse de la comarca de la Segarra y unirse a la comarca del Solsonés, suceso que se logró oficialmente el 21 de marzo de 2023.

## Etimología
Se trata de un topónimo íbero. En su escudo se observa una estrella de seis puntas (conocida como bios y un perro (en catalán antiguo conocido como ca), de ahí la formación del topónimo Biosca.

## Geografía humana

### Demografía
Cuenta con una población de 176 habitantes (INE 2024).
| Gráfica de evolución demográfica de Biosca entre 1842 y 2021 |
| |
| Población de derecho según los censos de población del INE Población de hecho según los censos de población del INEEntre el censo de 1857 y el anterior, crece el término del municipio porque incorpora a 255218 (Lloverola) |

| 1900 | 1930 | 1950 | 1970 | 1981 | 1986 |
| ---- | ---- | ---- | ---- | ---- | ---- |
| 835  | 670  | 585  | 382  | 309  | 283  |